# Stanisław Tyrcha
Stanisław Tyrcha (ur. 17 kwietnia 1887 w Kętach, zm. ?) – porucznik piechoty Wojska Polskiego, kawaler Orderu Virtuti Militari.

## Życiorys
Urodził się 17 kwietnia 1887 w Kętach, w ówczesnym powiecie bialskim Królestwa Galicji i Lodomerii, w rodzinie Józefa i Agnieszki z Młynarskich.
W 1903, po ukończeniu c. k. Państwowej Szkoły Przemysłowej w Bielsku, pracował jako artysta rzeźbiarz w Krakowie . Od października 1911 do grudnia 1912 jako jednoroczny ochotnik odbył obowiązkową służbę wojskową w Galicyjskim Pułku Piechoty Nr 56 w Krakowie. Od 1913 służył jako sekcyjny w oddziale Strzelca w Kętach . Od lipca do końca 1914 ciężko chorował i leczył się w szpitalu Białej . 
14 lutego 1915 wstąpił do 3. kompanii V batalionu 1 pułku piechoty Legionów Polskich . 1 sierpnia 1915 został ranny pod Kamionką . Po krótkim leczeniu w Lublinie powrócił do szeregów . Ponownie ranny 26 października 1915 pod Kamieniuchą, przebywał na leczeniu w Szpitalu Rezerwowym nr 2 w Cieszynie i Kamieńsku . 12 maja 1916 został przeniesiony do Centralnego Biura Werbunkowego w Piotrkowie i przydzielony do biura werbunkowego w Jędrzejowie (18 maja-sierpień 1916) . Po rezygnacji z tej służby, przydzielony do Komendy Grupy Legionów Polskich w Kozienicach . W grudniu 1916 był wykazany w Szpitalu Rezerwowym w Jarosławiu, a następnie w Stacji Zbornej LP w Przemyślu, skąd został ponownie wysłany do szpitala w Jarosławiu . W wyniku odnowienia rany przebywał na dłuższej kuracji w Domu Rekonwalescentów w Kamieńsku i Nowym Mieście . Od 15 stycznia 1918 służył w Dowództwie Uzupełnień Polskiego Korpusu Posiłkowego w Bolechowie . Tam ukończył Szkołę Podchorążych . Po bitwie pod Rarańczą (15-16 lutego 1918) został internowany w Syhocie Marmaroskim i Koszycach . 30 października 1918 został zwolniony z internowania . 
Od 5 listopada 1918 służył w Wojsku Polskim, początkowo jako dowódca plutonu w Baonie Zapasowym 5 pułku piechoty Legionów . 15 lutego 1919 został przeniesiony do 1 Pułku Piechoty Legionów na stanowisko dowódcy plutonu w 3 kompanii karabinów maszynowych . W czerwcu 1920 został ranny w bitwie pod Borodzianką . Od 18 czerwca do 2 września leczył się w szpitalu w Zambrowie . Po rekonwalescencji powrócił do macierzystego pododdziału . Wyróżnił się w walkach pod Lidą 28 września 1920 dowodząc plutonem karabinów maszynowych przydzielonym do 10. kompanii 1 pp Leg. odparł atak jazdy bolszewickiej zadając jej znaczne straty . Za czyn ten odznaczony został po wojnie Orderem Virtuti Militari . Mianowany podporucznikiem z dniem 1 listopada 1920 . 1 czerwca 1921 nadal pełnił służbę w 1 pp Leg.
Na początku 1922 został przeniesiony do rezerwy i przydzielony w rezerwie do 1 pp Leg. W lutym 1923 został powołany do czynnej służby w baonach Straży Granicznej z równoczesnym oddaniem do dyspozycji Głównej Komendy Straży Granicznej. Został przydzielony do 31 Batalionu Straży Granicznej . 1 sierpnia 1923 został zwolniony z czynnej służby . 8 stycznia 1924 został zatwierdzony w stopniu porucznika ze starszeństwem z 1 czerwca 1919 i 1861. lokatą w korpusie oficerów rezerwy piechoty. Posiadał wówczas przydział w rezerwie do 86 Pułku Piechoty w Mołodecznie. W 1934 pozostawał w ewidencji Powiatowej Komendy Uzupełnień Wilejka. Posiadał przydział do Oficerskiej Kadry Okręgowej Nr III. Był wówczas w grupie oficerów rezerwy „powyżej 40 roku życia”. Jako osadnik wojskowy otrzymał ziemię w osadzie Koweniów, poczta Kościeniewicze, w powiecie wilejskim . Pracował w Urzędzie Skarbowym w Wilejce w charakterze sekwestratora.
W 1939 został powołany do służby czynnej . Aresztowany na przełomie 1939 i 1940 w Wilejce. Więziony w Wilejce i Mołodecznie. 31 maja 1940 wywieziony z więzienia w Mołodecznie przez 226 Pułk 15 Brygady Wojsk Konwojowych NKWD ZSRS. 1 czerwca 1940 trafił do Mińska. Zaginął.
Stanisław Tyrcha w 1924 ożenił się z Marią z Daszkiewiczów herbu Korybut (ur. 1898), z którą miał pięcioro dzieci: Ryszarda, Ewaldę Marię Zofię Olkowską i troje innych. W kwietniu 1940 żona z córkami została deportowana do Kazachstanu .

## Ordery i odznaczenia
- Krzyż Srebrny Orderu Wojskowego Virtuti Militari nr 4793[1]
- Krzyż Niepodległości – 19 grudnia 1933 „za pracę w dziele odzyskania niepodległości”[18]
- Krzyż Walecznych czterokrotnie[4]
- Medal Pamiątkowy za Wojnę 1918-1921 „Polska Swemu Obrońcy”[17]
- Medal Dziesięciolecia Odzyskanej Niepodległości[17]